# Càmera multiplà

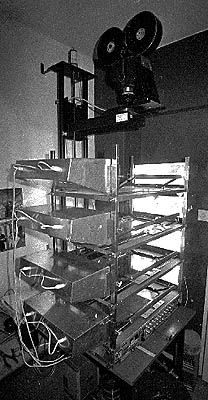
Càmera multiplà

La càmera multiplà és una càmera de gravació de vídeo que va suposar una de les majors innovacions de la història en el cinema d'animació amb la qual es va aconseguir situar els estàndards de qualitat a uns nivells als quals encara no s'havia pogut arribar mai. Consisteix en una sèrie de làmines situades en diversos plans que es poden desplaçar lliurement en vertical i horitzontal per tal que una càmera les capti des de la part superior de l'estructura aconseguint així un efecte de tridimensionalitat.
Va ser patentada l'any 1933 per Ub Iwerks, el qual és considerat uns dels pares fundadors de Walt Disney Studios, concretament per haver creat un estil distintiu dels dibuixos de la productora i haver dissenyat a Mickey Mouse tal com el coneixem avui dia. Les animacions que va ser capaç de crear amb la seva càmera multiplà van ser trencadores, però posteriorment, les versions millorades d'aquesta ideades per Disney, van propiciar que la productora esdevingués líder en el sector de l'animació i conseqüentment que ell no fos reconegut tal com s'esperava.

## Història
El primer ús documentat d'una càmera multiplà a l'animació prové d'Alemanya, on l'any 1926 Charlotte Reiniger apodada "Lotte" va produir el film animat Les aventures del príncep Ahmed, el qual mostrava diversos nivells d'animació mitjançant capes, un fet extraordinari previ a la sofisticació de la pròxima generació de càmeres multiplà. Poc després, l'any 1932 el seu assistent Berthold Bartosch va anar més enllà pel que fa a les tècniques multiplà al seu film La idea, utilitzant fins a quatre nivells d'animació i més de divuit transparències en algunes escenes.

Als Estats Units, Ub Iwerks va deixar els estudis de Disney per muntar el seu als anys 30, al mateix temps va començar a desenvolupar la seva càmera multiplà mitjançant recanvis d'un Chevrolet. Cap a l'any 33 ja havia començat a provar-la en diversos projectes com l'adaptació animada de Don Quixot (1934). Sempre s'ha generat un debat sobre qui és el vertader inventor d'aquesta càmera, és rumoreja que Disney havia començat a treballar abans que Iwerks. En cas que fos així, quan Iwerks se'n va assabentar es va tancar al soterrani durant dues setmanes fins que la va tenir acabada i la va revelar al públic.

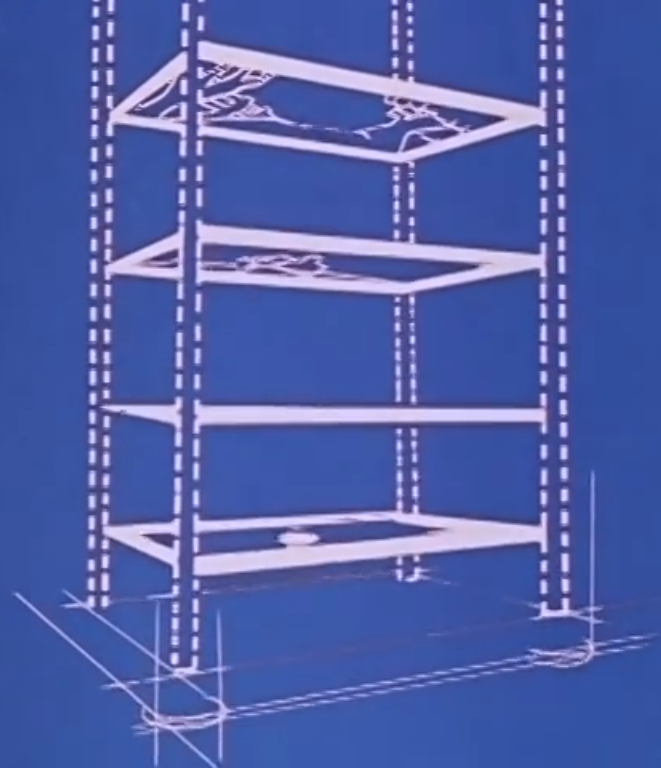
Plànol dels suports per a les làmines d'una càmera multiplà.

D'altra banda es té constància que a Fleischer Studios van dissenyar un aparell similar anomenat càmera estereo-òptica o setback l'any 1934, el qual sovint es confon amb la càmera multiplà, el cas és que ambdues van ser crucials a l'hora d'implementar la tridimensionalitat als dibuixos animats. La càmera setback es diferència per la forma com s'aconsegueix l'efecte tridimensional. Mentre la primera precisa únicament de làmines de dibuix transparents, aquesta última fa servir miniatures a escala. Aquest procediment es va aplicar a dibuixos animats com Betty Boop, Popeye el mariner i Color Classics Cartoons.
Finalment, William Garity va patentar juntament amb Disney el seu model de càmera multiplà l'any 1937, amb la que es va filmar El molí vell, guanyadora d'un Òscar i un premi de l'acadèmia. Tot i no ser els primers, l'ús que en van saber fer d'ella va determinar el seu triomf, especialment amb el rodatge de Blancaneu i els set nans i Pinotxo.

## Disposició
La càmera multiplà consisteix en quatre pals verticals d'acer que suporten quatre prestatges, cadascun dels quals pot allotjar fins a vuit làmines de cel·luloide, vidre o materials derivats i també desplaçar-los tant horitzontalment com verticalment. Amb una aparença semblant a la d'una premsa, la càmera, que ocupa una àrea de mig metre quadrat i està subjecta a unes guies de desplaçament, reposa a una altura de quatre metres. Això permet la captació precisa tant de les làmines del primer pla a pocs centímetres de la lent com de les que són al fons a uns pocs metres. Tot i que la càmera es pot moure paral·lelament en diversos sentits normalment aquesta romania quieta sent les làmines amb els seus corresponents elements gravats que s'apropaven o allunyaven de la lent.

## Funcionament
El principal objectiu pel qual es va desenvolupar la càmera multiplà va ser per donar més realisme a l'animació a través de la sensació de profunditat, ja que prèviament els moviments dels dibuixos eren plans, la qual cosa no permetia ressaltar degudament les emocions i actituds dels personatges representats.
Així doncs, el funcionament de la càmera i el suport girarà entorn del que es coneix com a efecte multiplà el qual té en compte les lleis de la paral·lixi per això també se'l coneix amb el nom de paral·lelització. En resumits comptes, el que és necessari comprendre és que el fet de desplaçar dues capes, una en primer pla i l'altre al fons, a la mateixa velocitat i la mateixa direcció serà captat de forma desigual per la càmera, de manera que la capa més propera a la lent donarà la sensació de moure's molt més ràpid que la que es troba més lluny donant com a resultat una il·lusió de profunditat.
Per tant, el primer que necessitem és un seguit de làmines transparents, normalment de flexiglass, per tal que les capes inferiors es vegin darrere, cadascuna representa un nivell de profunditat per la qual cosa era comú dedicar el primer nivell a la creació d'una atmosfera i a continuació a la resta anar afegint elements decoratius com vegetació i edificis. Les capes més properes normalment es reserven pels personatges i el terreny per on aquests es desplacen.
Un cop organitzat el contingut cal calcular la velocitat dels desplaçaments de cada capa i fotografiar cadascun dels enquadraments.
Quan tot està preparat pel rodatge un grup d'operadors ocupen el seu lloc a cada nivell de la càmera fent els ajustaments necessaris pel que fa a la posició i la llum.

## Efectes visuals
De la mateixa manera que amb el càlcul de la velocitat de desplaçament es pot crear la il·lusió de profunditat, també podem aconseguir altres efectes visuals modificant tant la velocitat com la direcció de desplaçament.
Un dels més comuns és l'efecte de rotació, que s'aconsegueix desplaçant les capes en sentit contrari de manera que s'acabin creuant. Un dels casos més cèlebres on observem aquest efecte és quan al film de Blancaneu i els set nans, la reina es beu la poció per transformar-se en vella i tot al seu voltant comença a donar voltes.
L'efecte de rotació a més a més de per donar la sensació de mareig, també se solia utilitzar com a transició entre escenes o bé per distorsionar el paisatge, per exemple quan un personatge es desplaça molt ràpidament i es vol donar la impressió que la càmera el segueix.

## Inconvenients
Tot i tenir va aportar més beneficis que efectes negatius a la indústria de l'animació, és cert que treballar amb la càmera multiplà va suposar alguns inconvenients sobretot per les productores que no tenien grans pressupostos com Disney.
Bàsicament totes les limitacions eren de caràcter econòmic, ja que per operar la càmera es requeria un extens equip de professionals, assalariats òbviament, que la fessin funcionar. A més a més el seu manteniment resultava molt car, especialment pel cel·luloide de la càmera i les làmines de flexiglass pels dibuixos, sobretot des que es va estandarditzar la gravació a 24 FPS (1140 per minut).
Aquesta tecnologia, però, era la millor que hi havia i va ser constant fins a la introducció de càmeres assistides per ordinador a la dècada dels 80.

## Transcendència
La seva invenció va canviar radicalment la indústria, molt més que una invenció artística, va suposar una revolució en termes d'organització, temps i recursos pels estudis, que es van veure lliures d'haver de captar els dibuixos fotograma per fotograma per després muntar l'animació.
D'altra banda també ho podem considerar un guany de qualitat, ja que es va poder reduir el nombre de dibuixos per detallar cada moviment d'un personatge. Com a conseqüència directa d'això trobem molta més fluïdesa a les animacions i molt menys pampallugueig. Per tant, els personatges i paisatges van passar a ser molt més vius i realistes gràcies a una falsa sensació de tres dimensions adquirida a través de la profunditat de camp.